# Gerd-Peter Bartsch
Gerd-Peter Bartsch (* 6. Oktober 1946 in Parchim) ist ein deutscher Politiker der CDU.

## Leben und Beruf
Bartsch besuchte die erweiterte Oberschule in Parchim. Sein Studium der Physik schloss er mit der Promotion an der Universität Rostock ab. Im Zuge dessen erwarb er die Facultas Docendi in theoretischer Physik. Daraufhin übernahm er verschiedene Lehrtätigkeiten, etwa als Assistent und Oberassistent für Physik, Astronomie und Mathematik an der Pädagogischen Hochschule Güstrow und der Universität Rostock. Auch an einigen allgemeinbildenden Schulen war er tätig.

## Politik
Im Februar 1990 trat Bartsch in die CDU ein. Wenig später wurde er in den Stadtrat von Güstrow gewählt, in dem er bis 1995 den Fraktionsvorsitz innehatte. Nach einer Unterbrechung zog er 2009 erneut in den Stadtrat ein.
Bei der Landtagswahl 1994 gewann Bartsch das Direktmandat im Wahlkreis Güstrow II und zog so in den Landtag von Mecklenburg-Vorpommern ein, dem er eine Wahlperiode lang bis 1998 angehörte.

## Werke
- Theorie des Ionisationsgleichgewichtes der Ladungsträger in teilweise kompensierten n-Typ-Halbleitern DNB 790865025 – Katalogeintrag der Deutschen Nationalbibliothek